# Charles Leplae
Charles Leplae, né le 4 juin 1903 à Louvain et mort le 19 septembre 1961 à Uccle (Bruxelles), est un sculpteur belge.

## Biographie
Charles Leplae est né dans une famille universitaire louvaniste. Son père Edmond Leplae, professeur à la faculté des sciences agronomiques et directeur général au ministère des Colonies, était le promoteur de la recherche scientifique en agronomie tropicale. Charles semblait donc tout prédisposé à une brillante carrière universitaire, mais parallèlement à ses études de droit à l'université de Louvain, il y  fréquente également l'Académie des Beaux Arts avec les frères Luc et  Paul Haesaerts, l'un son condisciple à l'université et l'autre diplômé de l'Académie des beaux-arts d'Anvers, il fonde à Louvain le Cercle artistique universitaire. En 1929, il est reçu docteur en droit et obtient une bourse de la Fondation Rubens qui lui permet un séjour de neuf mois à Paris. Il y retrouve Ossip Zadkine, rencontré lors du séjour de ce dernier en Belgique. Charles Despiau le remarque à l'Académie scandinave et l'invite à fréquenter son atelier. Son enseignement sera déterminant dans sa formation.
En 1932, Leplae devient membre de la Libre Académie de Belgique (Fondation Picard) et se fixe à Bruxelles. Ses amis sont Edgard Tytgat, George Grard, Pierre Caille, Henri Lenaerts et Albert Dasnoy sur lequel il publie une monographie en 1952. Grand bourgeois, il voyage beaucoup en France, au Danemark, au Congo belge, en Grèce, en Égypte.
Espérant rendre à l'art de la médaille son vrai sens et son caractère, il entreprit de revenir aux techniques anciennes en taillant directement les motifs au burin dans le métal même de la matrice. Il réalisa entre autres la médaille "Pour un monde plus humain" pour l'Exposition universelle et internationale de Bruxelles en 1958.
Cet émule de Charles Despiau  dispensa son enseignement à l'École nationale supérieure des arts visuels de la Cambre à Bruxelles.

## Livres
- « Chant sur la rivière » essai sur la poésie chinoise. Avril 1945, Charles Leplae. Ed. Des Artistes.
- « Les dieux et les hommes » Formes, 1945, textes : Albert Dasnoy- Illustrations: Charles Leplae

## Film documentaire
- Visite au sculpteur Charles Leplae,1957. Commentaires : Monique Moinet et Charles Leplae, prises de vues : Jean Delire, réalisation : Jean Antoine.

## Collections publiques
- Bruxelles, Banque nationale de Belgique, boulevard de Berlaimont : Jeune fille agenouillée, 1952
- Liège : Statue équestre du roi Albert Ier, 1964
- Université de Liège, Musée d'art contemporain en plein air du Sart Tilman : Jeune fille agenouillée, 1951[1]
- Université de Liège, Musée d'art contemporain en plein air du Sart Tilman : Jeune fille au corsage brodé, 1954[2]
- Musée royaux des beaux arts, Bruxelles: La ville (bois avec incrustation de miroirs) 1925-26.
- Watermael-Boitsfort - Stade des trois Tilleuls : Homme assis, 1949
- Musée d'Afrique centrale à Tervuren : Empuse, 1955-58
- Musée d'Ixelles, Musée d'Alger : Gabrielle, 1935
- Musée de Copenhague : Torse de jeune femme, 1940
- Musées royaux des Beaux-Arts, Bruxelles
- Musée du Middelheim, Anvers : L'adolescent, 1944
- Musée du Middelheim, Anvers : Rencontre, 1946-48
- Musée royaux des Beaux-Arts, Bruxelles : Homme assis, 1948
- Musée des beaux-arts, Anvers : Jeune fille au corsage brodé, 1949